# Oxid de rubidiu
Oxidul de rubidiu este un compus anorganic cu formula chimică Rb2O. Prezintă o reactivitate foarte mare față de apă, de aceea acest compus nu se găsește aproape deloc în natură. Este o substanță cristalină de culoare galbenă sau galben-brună. 

## Proprietăți
Ca și restul oxizilor de metale alcaline, oxidul de rubidiu este un oxid bazic. Astfel, reacționează exotermic cu apa pentru a forma hidroxidul de rubidiu. 
Rb2O  +  H2O  →  2 RbOH
Reactivitatea compusului față de apă este atât de mare încât acesta este considerat higroscopic. Încălzit, oxidul de rubidiu reacționează cu hidrogenul, iar în urma reacției se obține hidroxidul de rubidiu și hidrura de rubidiu: 
Rb2O  +  H2  →  RbOH  +  RbH